# Bressey-sur-Tille
Bressey-sur-Tille é uma comuna francesa na região administrativa da Borgonha-Franco-Condado, no departamento de Côte-d'Or.